# ميلدريد متحدة
ميلدريد روث متحدة (وُرتزل قبل الزواج، 7 أغسطس 1908-17 فبراير 2000)، جامعة سيراميك وسيدة أعمال ومُحسنة أمريكية. شاركت مع زوجها رافي يوسف متحدة في تأسيس شركة متحدة وشركاه، وهي أيضًا مصممة وموردة للخزف الفاخر على أساس النماذج التاريخية أو النسخ المقلدة المباشرة. جمع الزوجان أيضًا مجموعة شخصية كبيرة من التحف، وخاصة الخزف الصيني.
ولدت متحدة في نيو جيرسي وانتقلت إلى مدينة نيويورك وهي طفلة. التقت هناك برافي متحدة وتزوجته، وبدأ الزوجان في استيراد الخزف العتيق لبيعه في أمريكا. حولوا تركيزهم إلى إنتاج نسخ من القطع الأصلية اعتمادًا على التحف مع اقتراب الحرب العالمية الثانية. نمت الشركة لتزويد المتاحف والمؤسسات البارزة الأخرى بالنسخ. صممت ميلدريد العديد من القطع، وتولت مسؤولية الكثير من تصميمات الشركة وإنتاجها. سافرت كثيرًا باسم الشركة وترقت إلى منصب الرئيس بعد وفاة زوجها. تعد مجموعة الخزف الخاصة بمتحدة من أفضل المجموعات في العالم. شاركت أيضًا في الجهود الخيرية، وسافرت حول العالم لتقديم المشورة للحرفيين المحليين. عملت كممثلة للدين البهائي، ولا سيما لدى الأمم المتحدة.

## النشأة
ولدت ميلدريد روث ورتزل في 7 أغسطس 1908 في سي برايت في نيو جيرسي، ووالداها جاكوب بي ورتزل وفلورا مارغوليوس. كان والدها صاحب محل بقالة في سي برايت، ووالدتها ابنة جوزيف مارغوليوس، الذي امتلك فندق برايتون في لونج برانش في نيو جيرسي. تزوجا عام 1903 في حفل زفاف يهودي أرثوذكسي، وانفصلا بحلول عام 1911، عندما كانا في مرحلة الطلاق، وعاشت ميلدريد مع أشقائها الثلاثة ووالدتها. تلقت تعليمها في مدرسة غارفيلد أفينيو في لونغ برانش، وارتادت كلية نيو جيرسي للنساء. انتقلت عندما بلغت الثالثة عشرة من عمرها إلى مدينة نيويورك وبدأت في جمع المطبوعات اليابانية بعد فوزها بواحدة في إحدى المسابقات. تحولت إلى البروتستانتية من اليهودية في سن التاسعة عشرة تقريبًا، قبل أن تصبح بهائية وتتزوج عالم الأنثروبولوجيا رافي يوسف متحدة في عام 1929. أنجبا طفلين، أحدهما المؤرخ روي بي متحدة.

## المسيرة المهنية
وجدت متحدة عملًا كمصممة ديكور في مانهاتن، وانضمت في عام 1929 إلى شركة متحدة وشركاه، وهي شركة خزف أسسها زوجها عام 1924. ركزوا في البداية على استيراد الخزف العتيق، ومعظمه من القطع الأثرية القيمة من عصر سلالة مينغ، إذ شحنت عائلة زوجها صناديق صينية من طهران. أنجزت متحدة أعمال التصميم الداخلي لهربرت هوفر عندما كان رئيسًا. باع الزوجان آلاف اللوحات الأثرية إلى شركة ماكيز خلال ثلاثينيات القرن العشرين. اتجهوا إلى صناعة نسخ من الخزف لألواح مينغ، قرب نهاية الحرب العالمية الثانية، إذ انخفضت كمية الخزف المتاحة للاستيراد. جعلت هذه الخطوة شركة متحدة وشركاه من أوائل الشركات التي صنعت مثل هذه النسخ. دافعت متحدة بشدة عن النسخ، بصفتها رائدة في هذا المجال في وقت رفضت فيه العديد من المتاحف النسخ، وقالت: «إذا لم نعد طبع الكتب، انظروا إلى مقدار ما قد نخسره في التاريخ، وهو الأمر ذاته بالنسبة للخزف. إذا لم نعد تصنيعها، فسنخسر كل تلك التصميمات». صممت ميلدريد بعض القطع الأصلية التي صنعتها الشركة بناءً على أبحاثها واستيحاءً من التحف. وصفها نعي نُشر في كلاسيك أميريكان هومز بأنها «القوة الإبداعية الدافعة» وراء الشركة. نمت الشركة، وأنتجت حوالي 2000 عنصرًا مختلفًا للعديد من المتاجر، وزودت بحوالي 3000 عنصر.
بدأ الزوجان في جمع الخزف الصيني وبيعه، وصدروه بين عامي 1600-1870، وأدخلا نسخًا من هذا الطراز إلى خط إنتاجهما. بدأت متحدة في أربعينيات القرن العشرين السفر إلى أوروبا، إذ عملت مباشرة مع المصانع التي تعاقدت معها شركتهم. نما التصنيع ليصبح مهنة بدوام كامل للزوجين بحلول خمسينيات القرن العشرين. كانت نسخهم ذات جودة كافية لدرجة اعتبار بعض التصاميم مقتنيات، وأعيد بيع البعض الآخر كذبًا على أنها أصلية. عُرفت أحد منتجات الشركة بنمط «أوراق التبغ» للمتحدة، والذي يستند إلى القرن الثامن عشر من الخزف الصيني للتصدير إلى السوق البرتغالي، والذي استخدم فيه 27 لونًا مزججًا ومطليًا بالإضافة إلى التذهيب. صممت متحدة قطعة «ورقة التبغ».ركزت متحدة على تصميمات الشركة وتقنية نسخها، بينما أدار زوجها شؤونها المالية والجانب الإداري. واصلت السفر إلى أوروبا في بداية حياتها المهنية، لزيارة مصانعهم (أربع مرات سنويًا في عام 1961)، وكانت رحلتها الستين بحلول أبريل 1961. كتبت إحدى الصحف في عام 1966 أنها تقطع ما بين 50-60 ألف ميل في السنة و«فعلت ذلك لمدة 30 عامًا».
صممت الشركة طبقًا خاصًا بمناسبة زيارة الملكة إليزابيث الثانية للولايات المتحدة عام 1972. أصبحت رئيسة الشركة عند وفاة زوجها عام 1978، وشغلت هذا المنصب حتى عام 1998، إذ تقاعدت بعدها. زارت متحدة مدينة جينغدتشن في الصين عام 1979 بصحبة تشارلز دوناهو، وكانت أول زيارة لهما للبلاد. أبرمت الشركة عقودًا مع تسعة مصانع حول العالم لإنتاج الخزف في أواخر ثمانينيات القرن العشرين. كما صممت «هدية وداع لرؤساء الولايات» لرونالد ريغان. سافرت متحدة اخمسة أشهر في عام 1989، وزارت بشكل أساسي الشركات التي تصنع الأواني الصينية لشركتها.
صنعت شركتهم قطعًا لمنظمات شملت متحف متروبوليتان للفنون، ومتحف الفن الحديث، ومتحف الفنون الزخرفية في باريس، وكولونيال ويليامزبرغ، ومتحف تشارلستون التاريخي، ومؤسسة سميثسونيان، ووزارة الخارجية الأمريكية، والبيت الأبيض. اسُتخدمت أعمالها في ثلاث مراسم تنصيب رئاسية، إذ صممت متحدة قطعًا خزفية لتنصيب جورج بوش الأب. استوحت من لوحة يعود تاريخها إلى أواخر القرن الثامن عشر وتضم آلهة السلام والازدهار، ونسر أمريكي و200 نجمة بيضاء، رمز 200 عام منذ التنصيب الأول.
باعت متحدة شركتها في سبتمبر عام 1992 إلى غرانت وويندي كفالهيم، وأبقوها رئيسة للشركة، وقد صرحت بعد خمسة أشهر إلى إتش إف دي أنها «ما زالت تصمم وما زالت تتولى الخطب العامة والعلاقات العامة». عمل آل كفالهيم مع متحدة لزيادة التعريف بالشركة، من خلال زيادة ميزانية الإعلان بنسبة 800 في المائة لعرض إعلانات كبيرة في المجلات التي تستهدف المستهلكين. ذكرت في عام 1996 أنها تعمل مع «31 متحفًا و25 قلعة». عملت في الشركة كمستشارة لمدة خمس سنوات قبل أن تتقاعد تمامًا. وصفت إتش إف دي متحدة أنها من النساء القليلات البارزات في قيادة شركات «صناعة الطاولة» (تلك التي تنتج أواني الطعام أو الأواني الزجاجية أو الفضيات).